# Період Муроматі
Період Муромачі (яп. 室町時代, муромачі джідай) — період в історії Японії з 1336 по 1573 роки. Тривав від часу встановлення Такауджі Асікаґою «Положень Кемму» і заснування шьоґунату Муромачі в Кіото до його ліквідації Одою Нобунаґою.
Назва періоду походить від району Муромачі у місті Кіото, де була розташована головна резиденція шьоґунів, політично-адміністративний центр самурайського уряду XIV—XVI століття.
Період Муромачі характеризувався війною двох імператорських династій та їх об'єднанням, децентралізацією Японії й виникненням регіональних держав володарів даймьо, оформленням основ загальнояпонської культури. Зокрема, в цей період серед аристократії формується культура кодо (кьодо), що перекладається як «шлях духмяності (ароматів)». Тобто високе мистецтво розрізняти пахощі, що відповідають певним чуттям. Засновником кодо вважається Санджьоніші Санетака.